# Andrius Mamontovas

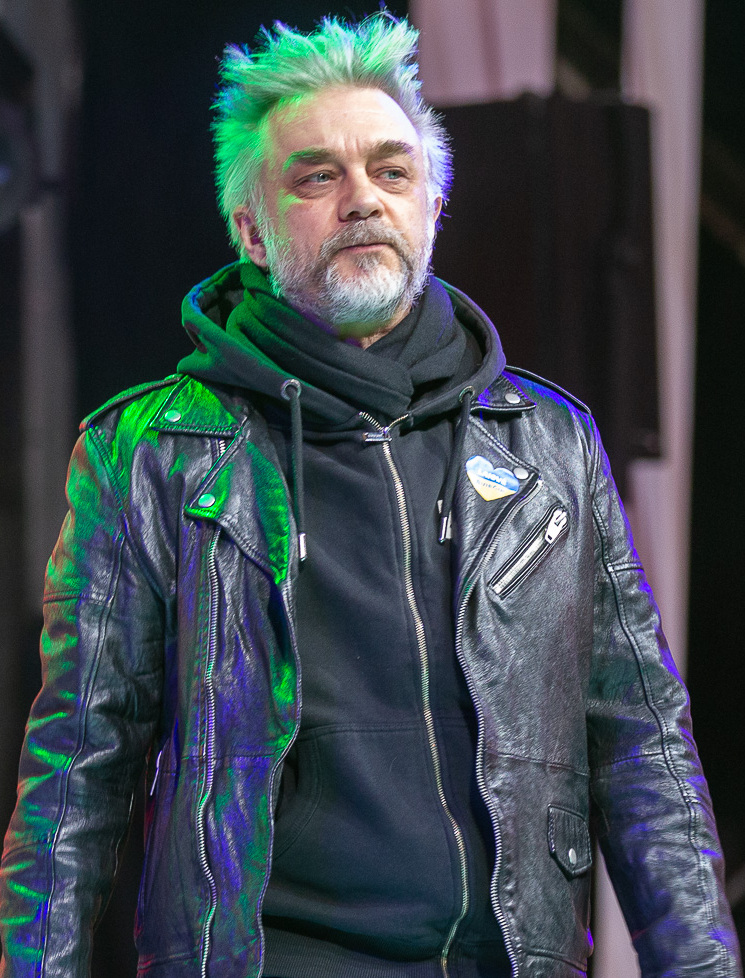
Andrius Mamontovas, 2022

Andrius Mamontovas (* 23. August 1967 in Vilnius, Litauische SSR) ist ein litauischer Songwriter, Musiker und Schauspieler.

## Leben

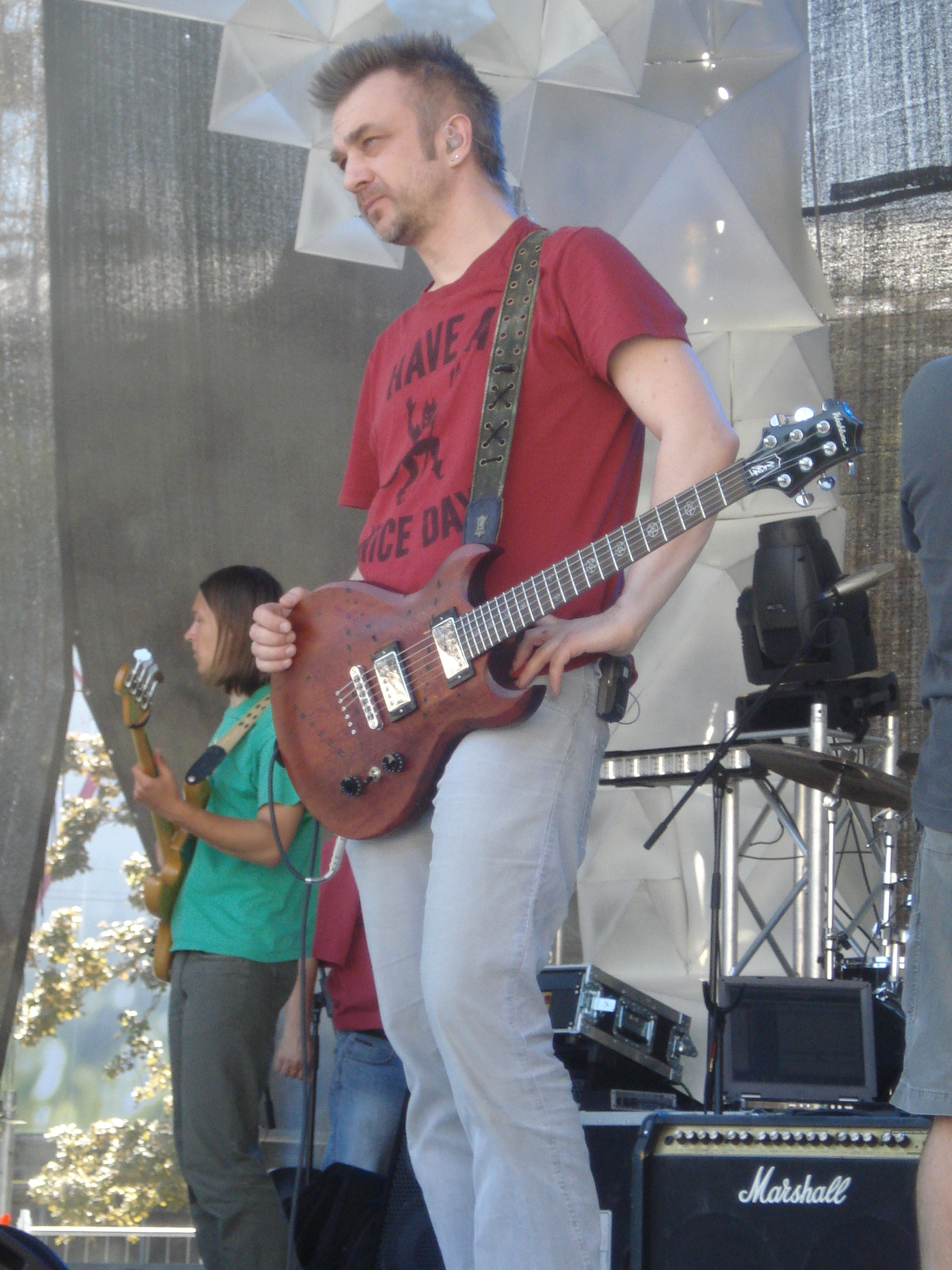
Andrius Mamontovas, 2008

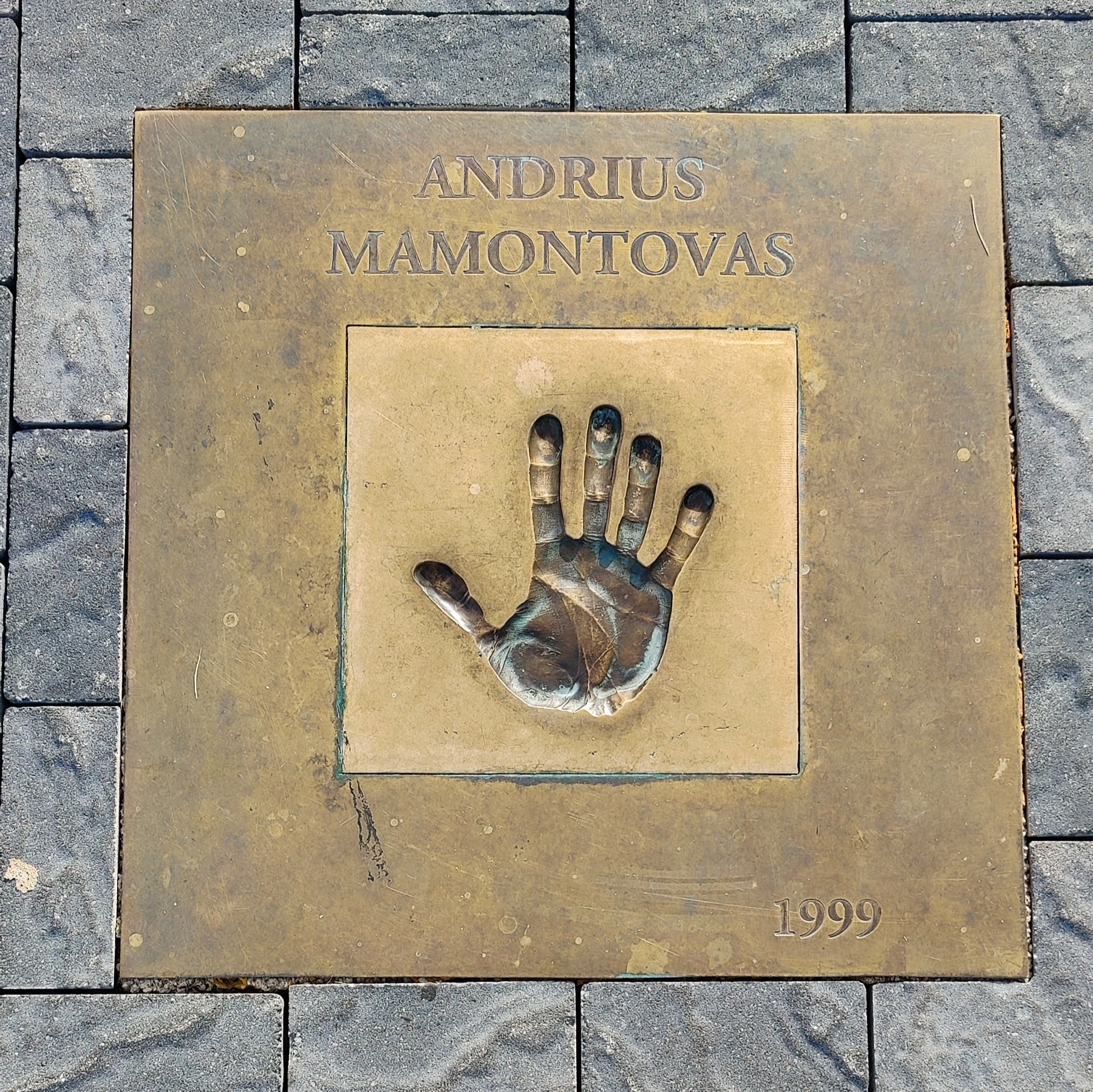
Handabdruck von Andrius Mamontovas

Andrius Mamontovas besuchte die 18. Mittelschule Vilnius in Antakalnis und studierte nach dem Abitur Bauwirtschaft am  Bauinstitut Vilnius  und später Journalistik an der Universität Vilnius. 
Er begründete 1983, also noch im Sozialismus, seine erste Rockband Foje. Sie bestand von 1983 bis 1997 und spielte 16 Alben ein. Die Band war in Litauen sehr populär und gewann über die Jahre alle Preise, die Litauen diesbezüglich zu vergeben hat. Nach der Unabhängigkeit tourte die Band auch in europäischen und US-amerikanischen Clubs. 1997 gab Foje ihr Abschiedskonzert in Vilnius vor 60.000 Zuschauern, was bis heute den Landesrekord bedeutet. Nebenbei widmet Mamontovas sich auch der Schauspielerei in Filmen und auf der Bühne. So spielt er den Prinzen Hamlet unter der Regie von Eimuntas Nekrošius, ein Stück, das schon seit Jahren auf Welt-Tournee ist und bisher 170 mal aufgeführt wurde.
Nach der Auflösung der Band Foje begann er eine Solo-Karriere als Musiker, die ihm 15 BRAVO (Litauen)-Preise, dem litauischen Pendant zum Grammy, einbrachte. Er bekam sie unter anderem für das beste Lied, das beste Album, die beste Show und den besten Auftritt des Jahres.
Zwischendurch schrieb er Filmmusiken für Kurzfilme und für eine Theateraufführung des Ivanov von Anton Tschechow im Teatro Argentina in Rom, ebenfalls unter der Regie von Eimuntas Nekrošius.
Anlässlich der Feierlichkeiten des EU-Beitritts von Litauen und weiteren Ländern am 1. Mai 2004 war seine Band der Haupt-Act am Brandenburger Tor.
Sein letzter Erfolg war Platz 6 im Eurovision Song Contest 2006 zusammen mit der litauischen All-Star-Band LT United und dem Song We Are The Winners.
Seine erste große Filmrolle spielte er in dem Film Nereikalingi Žmonės (wörtlich: „Nichtbenötigte Menschen“, englischer Titel: Loss – „Verlust“), der 2007 veröffentlicht wurde. Zu diesem Film komponierte er auch die Filmmusik, für die er mit dem Jin Jue Award für die beste Filmmusik beim Shanghai International Film Festival 2008 ausgezeichnet wurde.

## Diskografie

### Mit Foje
- Geltoni krantai (1989)
- Žodžiai į tylą (1990)
- Gali skambėti keistai (1991)
- Kitoks pasaulis (1992)
- Vandenyje (1993)
- Aš čia esu (1994)
- Aš čia esu (picture disc) (1994)
- M-1 (1994)
- Tikras garsas (1994)
- Kai perplauksi upę(1995)
- Live on the Air (1995)
- 1982 (1996)
- The Flowing River EP (1996)
- Mokykla (1997)
- Vilnius Kaunas Klaipėda (1999)
- Paveikslas (2002)
- Kita paveikslo pusė (2006)

### Solo
- Pabėgimas (1995)
- Tranzas(1997)
- Šiaurės naktis. Pusė penkių (1998)
- Mono Arba Stereo (1999)
- Šiaurės Naktis. Pusė Penkių (2000)
- Anapilis (2000)
- Cloudmaker (2000)
- Visi langai žiūri į dangų (2000)
- Cloudmaker. No Reason Why (2001)
- Clubmix.lt (2001)
- O, meile! (2002)
- Beribiam danguje (2003)
- Tadas Blinda (2004)
- Saldi.Juoda.Naktis. (2006)
- Tyla (2006)
- Nereikalingi Žmonės (2007, Filmmusik)
- Geltona žalia raudona (2008)